# جو معلوف
جو معلوف (17 أغسطس1989)- إعلامي لبناني عين سفيراً لاتّحاد حماية الأحداث اللبنانية في نيسان 2019

## حياته
ولد في البقاع زحلة. حائز على شهادة في هندسة الكمبيوتر والاتصالات من جامعة الروح القدس في الكسليك قامت بتشجعيه الإعلامية هلا المر لدخول عالم التلفزيون، بدأ حياته المهنية كمهندس موسيقي 

## مشواره المهني
انطلاقته في التلفزيون كانت عام 2005 في في قناة الجرس التي كانت تديرها نضال الأحمدية حيث قدم برنامجه الأول عندما يفتح الملف لثلاثة مواسم متتالية
قدم بعدها على إذاعة الجرس، برنامج إذاعي بعنوان أنا حر أطلق برنامج الجرس سكووب وحصلت منزاعة القانوني مع الإعلامية نضال الأحمدية حول ملكيتها اسم مجلة الجرس الذي اشتهرت به مجلتها.
عندما أقفلت قناة الجرس أبوابها عام 2010 إنتقل لشاشة إم تي في اللبنانية حيث قدم برنامج  أنت حر الذي طرح فيه مواضيع جريئة لكن في مايو 2013 بعد الحلقة الأخيرة من البرنامج والتي اعتبر البعض أنه كرّسها للدفاع عن المثلية الجنسية، تلقّى المعلوف رسالة شديدة اللهجة وقاسية المضمون من “غبريال المر”، تلاها مباشرة صعود فريق من أمن المحطة إلى المكتب المخصص لفريق إعداد برنامج “أنت حرّ” وطرد أفراده خارج الشركة وإبلاغهم أنه ممنوع الدخول إلى المبنى وأن أسمائهم واسم جو وُضعت عند الأمن في الخارج لمنعهم من دخول المحطة.
في أكتوبر 2012 افتتح ملهى ليلياً بعنوان “برواز” في شارع “مونو” في بيروت عُيّن في منصب مدير إذاعة «جرس سكوب» والمدير العام لإذاعة «فايم أف أم» لكن في تشرين الثاني 2015 قام وزير التربية الياس بو صعب بالاتصال به بعد الحلقة التي تحدث فيها عن أملاك الوزير جبران باسيل، وأبلغه وقف التعاون معه في إدارة اذاعة «فايم إف إم» التي يملكها والتي كان يديرها معلوف منذ سنتين. في ديسمبر عام 2013 تلقّى عرضا من المؤسسة اللبنانية للإرسال، أل بي سي لتقديم برنامج حكي جالس الذي اعتبر مثيرا للجدل واتهمه البعض بتقليد الإعلامي طوني خليفة شب خلاف بينه وبين طوني خليفة الأمر الذي جعل طوني يقاضي فيه جو بتهمة الإساءة القدح والذم خصوصا بعد ملف اللبنة كما أنه طالب الشيخ بيار الضاهر بطرده لكن خليفة خسر تلك الدعاوي القضائية في أكتوبر 2016 أطل ببرنامج «هوا الحريّة» وهو منبر لحريّة التعبير والرأي والفعل «كي لا يتحوّل المُستضعَفون إلى مجرّد رقم»، وفسحة أمل للنهوض بالوطن. وبمشاركة ناشطين على مواقع التواصل الاجتماعي، ومواطنين تستقبل إتصالاتهم مباشرة على الهواء. في أكتوبر 2021 قدم برنامج «فوضى» على «قناة الجديد»